# پیتر ابوت
پیتر ابوت (انگلیسی: Peter Abbott) بازیکن فوتبال انگلیسی بود. وی در راترهام، یورک‌شر جنوبی در اول اکتبر ۱۹۵۳ به دنیا آمد.